# パングランゴ
パングランゴ（インドネシア語：Kereta api Pangrango）は、PT KAI(インドネシア鉄道会社)が運行するエグゼクティブクラスおよびエコノミークラスの機関車牽引の客車列車である。ジャワ島南部のボゴール・パダララン・カスギハン線を経由してボゴール駅からスカブミ駅間を結んでいる。座席配置2-2のエグゼクティブ客車とエコノミー客車によって構成された列車で運行される。路線図のナンバリングでは、セージグリーンで表される。

## 概要
この列車は、2012年12月15日から運行を停止していたブミ・ゲウリスの代替として、2013年11月9日にボゴール・パレダン駅から運行を開始した。「パングランゴ」という列車名は、マウント・ゲデ・パングランゴ国立公園地域にあるパングランゴ山に由来する。パングランゴ線のエグゼクティブクラスは2016年1月1日をもって一時廃止された。しかし需要があったため、2016年1月21日に再びエグゼクティブクラスを復活させたが、補助金が廃止されたことにより運賃が調整された。
2022年4月10日、ボゴール・パダララン・カスギハン線がボゴール駅からチクルグ駅間での複線化工事により運行停止となり2年間の運休を経て、当列車が運行を再開した。再開当初は、ボゴール・パレダン駅始発であったが、2022年6月1日から再びボゴール駅へ変更され、ジャカルタ中心部からボゴール線を乗り継いでスカブミ方面へのアクセスが容易となった。
2025年1月12日からの使用車両は、2016年から使われていたエコノミークラス客車からガジャウォンから転属した改造エコノミークラス客車へ変更される。

## 駅一覧
| 駅番号      | 駅名                              | 接続路線                                  | 所在地     | 所在地     |
| ----------- | --------------------------------- | ----------------------------------------- | ---------- | ---------- |
| PG 01B 26   | ボゴール Bogor                    | - ボゴール線 - ビスキタ・トランスパクアン | ボゴール市 | 西ジャワ州 |
| PG 02       | ボゴール・パレダン Bogor Paledang | - ビスキタ・トランスパクアン              | ボゴール市 | 西ジャワ州 |
| PG 03       | バトゥトゥリス Batutulis          |                                           | ボゴール市 | 西ジャワ州 |
| PG 04       | マセン Maseng                     | ボゴール県                                |            | 西ジャワ州 |
| PG 05       | チゴンボン Cigombong              | ボゴール県                                |            | 西ジャワ州 |
| PG 06       | チクルグ Cicurug                  | スカブミ県                                |            | 西ジャワ州 |
| PG 07       | パルンクダ Parungkuda             | スカブミ県                                |            | 西ジャワ州 |
| PG 08       | チバダック Cibadak                | スカブミ県                                |            | 西ジャワ州 |
| PG 09       | カランテンガー Karangtengah       | スカブミ県                                |            | 西ジャワ州 |
| PG 10       | チサート Cisaat                   | スカブミ県                                |            | 西ジャワ州 |
| PG 11 CW 01 | スカブミ Sukabumi                 | - CW シリワンギ線（チパタット方面）       | スカブミ市 | 西ジャワ州 |

## 事故
2014年1月3日14時5分に、スカブミ州チクルグにあるパモヤナン橋で、パングランゴ 7118列車が線路破損により脱線した。この事故で死者は出なかったが、破損した線路を走行した食堂車1両が転覆しようとなった。